# Askatasuna (organización)

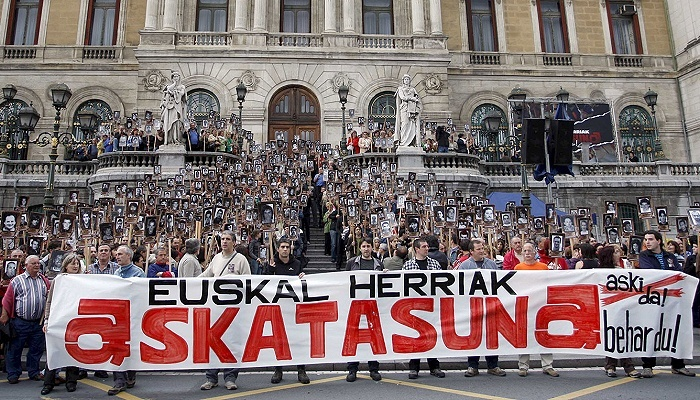
Manifestación por la libertad de los presos frente al ayuntamiento de Bilbao el 20 de mayo de 2008.

Askatasuna (que significa "libertad"' en euskera) fue una organización de la izquierda abertzale creada en 2001 como sucesora de Gestoras Pro Amnistía. Ambas fueron declaradas ilícitas por el Tribunal Supremo de España por servir a los fines criminales de la organización terrorista Euskadi Ta Askatasuna (ETA), por lo que ordenó su disolución.
Las Gestoras Pro Amnistía fue una organización nacida en la década de 1970 (durante los últimos años del franquismo) para luchar por la liberación de los presos relacionados con la disidencia al régimen, sobre todo en el entorno de ETA, y para dar apoyo a los familiares de dichos presos.
En el sumario contra Herri Batasuna que llevó a cabo el juez Baltasar Garzón, este llegó a la conclusión de que las Gestoras Pro Amnistía llevaban el control y coordinación del colectivo de presos de ETA, así como realizaban también funciones de apología del terrorismo (al organizar actos de homenaje a miembros de ETA o jornadas de lucha en favor de los presos). Esto llevó al juez a considerar a las Gestoras como parte integrante de ETA y el 31 de octubre de 2001 ordenó detener a varios de sus dirigentes y bloqueó sus cuentas bancarias. La causa que se les imputó fue la de pertenecer al entramado de ETA. El 19 de diciembre de ese mismo año las Gestoras fueron declaradas ilícitas de forma provisional.
Paralelamente, Gestoras Pro Amnistía se fusionaron con Koordinaketa, una organización homóloga del País Vasco francés, y crearon una nueva organización transfonteriza llamada Askatasuna con la vocación de encontrar "una salida dialogada, política y justa al conflicto político que sufre Euskal Herria". Sin embargo, Askatasuna también fue declarada ilícita por el juez Baltasar Garzón el 5 de febrero de 2002. El 2 de mayo de ese año la Unión Europea incluyó a Askatasuna dentro de su lista de organizaciones terroristas. En septiembre de 2008, la Audiencia Nacional decretó la ilicitud y disolución de Gestoras Pro Amnistía y su sucesora Askatasuna, que ya habían sido declaradas ilícitas de forma provisional por el juez Garzón anteriormente.
Tras la aprobación de Zutik Euskal Herria por parte de Batasuna y la declaración de fin de la lucha armada emitida por ETA y respaldada por el EPPK ("Colectivo de Presos Políticos Vascos"), el 10 de junio de 2012 Askatasuna hizo pública su decisión de autodisolverse poniendo fin a su recorrido como organismo antirrepresivo.